# Đại Tân Nguyên Sinh

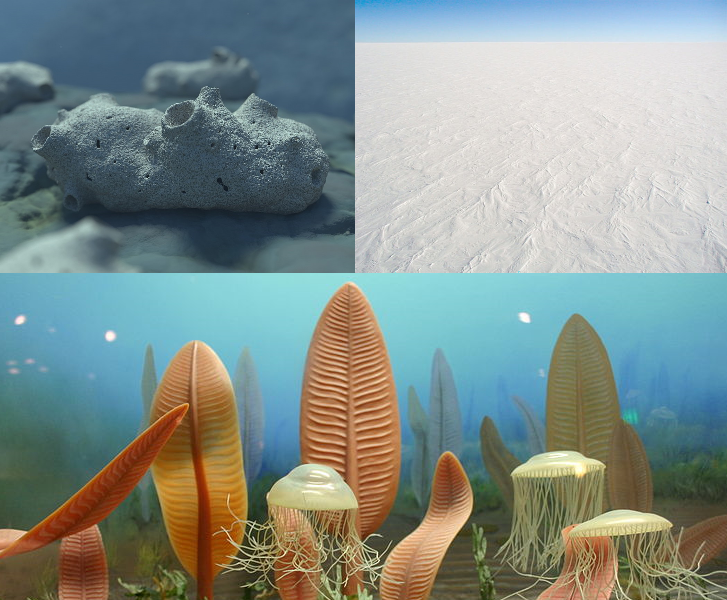
Hình ảnh tiêu biểu cho Đại Tân Nguyên Sinh

Đại Tân Nguyên Sinh hay đại Tân Nguyên Cổ (Neoproterozoic) là đại thứ ba và là cuối cùng của liên đại Nguyên Sinh. Nó kéo dài từ khoảng 1.000 triệu năm trước (Ma) tới 542 Ma. Đại Tân Nguyên Sinh có lẽ bao gồm thời kỳ thú vị nhất về mặt địa chất, do trong thời kỳ này Trái Đất đã bị nhiều thời kỳ băng hà mãnh liệt bao trùm, trong đó các vùng bị đóng băng kéo xuống tới tận xích đạo, và trong giai đoạn cuối cùng của đại này (kỷ Ediacara) thì các hóa thạch cổ nhất của sự sống đa bào đã được tìm thấy, bao gồm cả các động vật cổ nhất. Đại Tân Nguyên Sinh cũng là giai đoạn cuối cùng của thời kỳ Tiền Cambri.
Ý tưởng về đại Tân Nguyên Sinh mới chỉ có tương đối gần đây — khoảng sau năm 1960. Các nhà cổ sinh vật học thế kỷ 19 thiết lập sự khởi đầu của sự sống đa bào vào lúc xuất hiện lần đầu tiên của các động vật vỏ cứng gọi là trùng ba thùy và archaeocyatha. Nó cũng là điểm đánh dấu sự khởi đầu của kỷ Cambri. Đầu thế kỷ 20, các nhà cổ sinh vật học đã bắt đầu tìm kiếm thấy các hóa thạch của động vật đa bào có trước kỷ Cambri. Quần động vật phức tạp đã được tìm thấy ở khu vực tây nam châu Phi vào thập niên 1920 nhưng đã bị xác định sai niên đại. Một phát hiện khác ở miền nam Australia trong thập niên 1940 nhưng đã không được kiểm tra kỹ lưỡng cho đến tận cuối thập niên 1950. Các hóa thạch khác có thể cũng là rất cổ cũng đã được phát hiện tại Nga, Anh, Canada và một vài nơi khác (xem Vùng sinh vật kỷ Ediacara). Một số đã được xác định là giả hóa thạch, nhưng số còn lại đã cho thấy chúng là thành viên của các vùng sinh vật phức tạp mà hiện còn ít được hiểu rõ. Ít nhất có 20 khu vực trên khắp thế giới đã cung cấp các hóa thạch động vật có niên đại trước ranh giới kỷ Cambri kinh điển.
Một số ít các động vật thời kỳ đầu này dường như có thể là tổ tiên của các động vật ngày nay. Phần lớn trong số chúng rơi vào các nhóm mơ hồ bao gồm các động vật tương tự như u hình lá; hình đĩa mà có thể bám vào các động vật có cuống ("medusoid"); các dạng tương tự như các tấm nệm; các ống nhỏ vỏ đá vôi và các động vật có áo giáp với nguồn gốc không rõ ràng. Tất cả các động vật này nói chung được gọi là các động vật kỷ Ediacara (hay kỷ Vendia). Phần lớn trong chúng có thân mềm. Các quan hệ, nếu có, với các dạng sự sống hiện đại là hoàn toàn khó hiểu. Một số nhà cổ sinh vật học liên hệ nhiều hay phần lớn các dạng này với các động vật hiện đại. Những người khác chấp nhận rất ít khả năng hay thậm chí là các quan hệ rất có khả năng nhưng cảm thấy rằng phần lớn các dạng sự sống kỷ Ediacara là các đại diện của các loại động vật chưa biết nào đó.
Về mặt địa chất, đại Tân Nguyên Sinh được cho là thời gian của các chuyển động lục địa phức tạp do siêu lục địa gọi là Rodinia đã vỡ ra tối đa thành 8 phần. Rất có thể là do hậu quả của trôi dạt lục địa mà một vài thời kỳ băng hà rộng lớn khắp thế giới đã diễn ra trong đại này, bao gồm các thời kỳ băng hà trong kỷ Cryogen như Sturtia và Marinoa, là những thời kỳ băng hà mãnh liệt nhất trên Trái Đất mà người ta đã biết. Các thời kỳ này được cho là mãnh liệt tới mức các chỏm băng xuống tới tận xích đạo, dẫn tới tình trạng gọi là "quả cầu tuyết Trái Đất".
Danh pháp quốc tế cho đại Tân Nguyên Sinh đã từng rất không thống nhất trong quá khứ. Các nhà địa chất Nga gọi kỷ cuối cùng của đại này là Vendia, và các nhà địa chất Trung Quốc gọi nó là Sinia, còn phần lớn các nhà địa chất Australia và Bắc Mỹ sử dụng tên gọi Ediacara. Tuy nhiên, ngày 13 tháng 5 năm 2004, Hiệp hội địa chất học quốc tế đã thông qua tên gọi kỷ Ediacara là một kỷ địa chất trong đại Tân Nguyên Sinh, kéo dài từ 635 tới 544 Ma.